# ملحمة سحيلا
ملحمة سحيلا ( بالكردية: داستانا سحێلا )هي الملحمة التى حدثت في سحيلا بين القوات الكردية بيشمركة والميليشيات الإيرانية الحشد الشعبي، خلال هذى الملحمة استطاعت البيشمركة هزيمة الميليشيات الايرانية والتصدى لها ومنعها من دخول الإقليم.